# Jaguar X-Type
La Jaguar X-Type è una vettura berlina prodotta dalla casa automobilistica britannica Jaguar a partire dal 2001. La produzione è terminata il 16 dicembre 2009; il fatto ha creato anche un esubero di personale nella fabbrica di Halewood dove veniva assemblata.

## Storia e contesto
La produzione della X-Type iniziava nel febbraio 2001. Era il terzo modello Jaguar prodotto sotto la proprietà della Ford, e il secondo ad aver utilizzato una piattaforma accorciata di un modello Ford, quella della Mondeo (seconda serie), seppur accuratamente modificata dai tecnici Jaguar.
Inizialmente la vettura era proposta con la sola trazione integrale, in seguito veniva aggiunta la versione a trazione anteriore.

## Profilo e tecnica

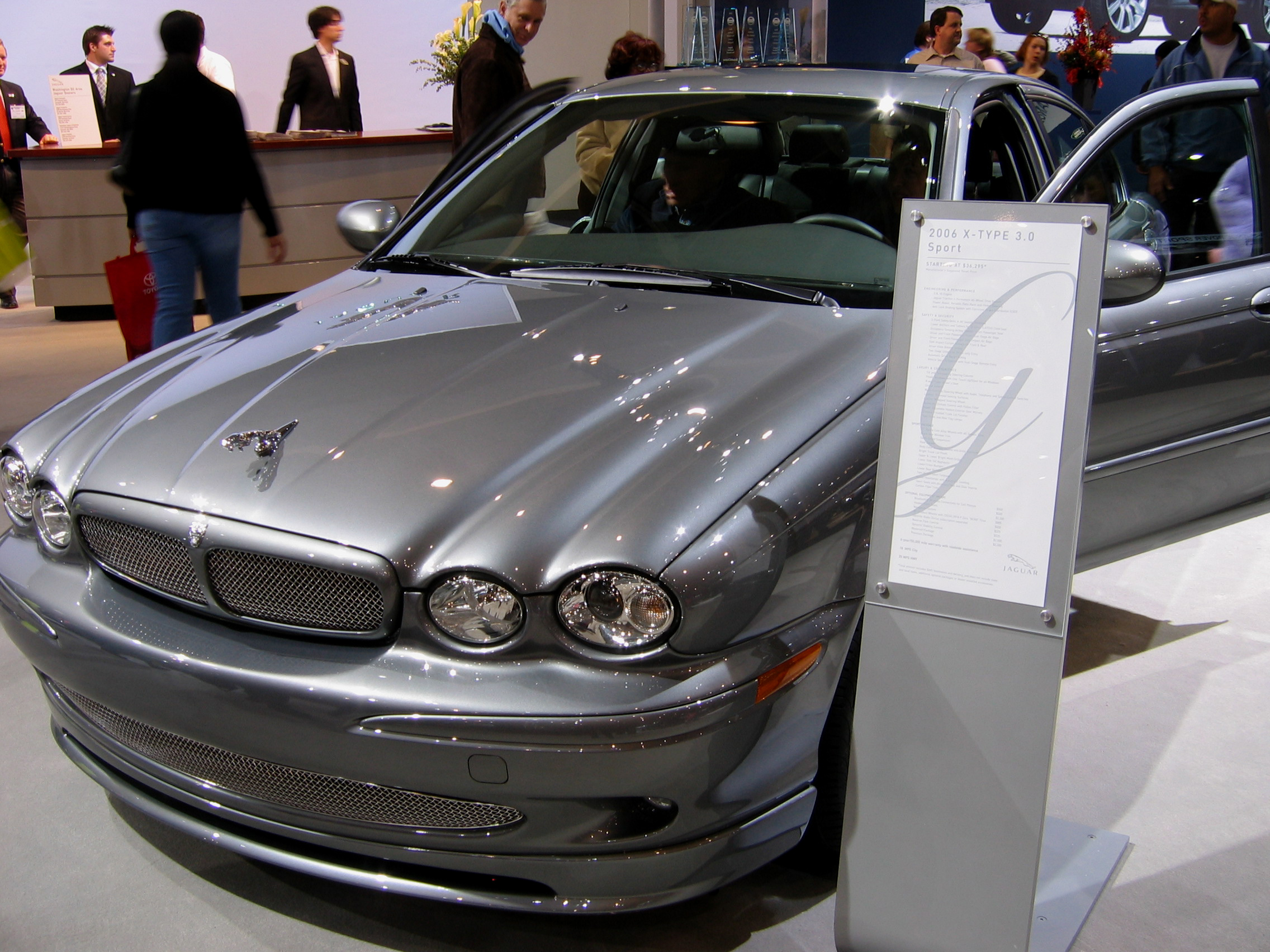
Frontale di una X-Type 3.0 V6 Sport del 2006; notare la statuina del giaguaro presente sul cofano motore

Il cambio era di tipo meccanico a 5 rapporti e il bagagliaio ospitava fino 452 dm³, mentre la capacità del serbatoio di carburante era di 61 litri.
La X-Type all'inizio veniva prodotta con due motori 6 cilindri a V di 60°: il 2.5 V6 con tre allestimenti Classic (senza nome fino a giugno 2003), Executive, Sport (fino all'agosto 2005) e il 3.0 V6 con due allestimenti (Executive e Sport).
Le potenze dei due propulsori erano rispettivamente:
- 2.5 litri V6, 196 CV a 6800 giri/min e coppia di 241 Nm, velocità massima 225 km/h, accelerazione 0–100 km/h in 8,3 secondi;
- 3.0 litri V6. 231 CV a 6800 giri/min e coppia di 279 Nm, velocità massima 235 km/h, accelerazione 0–100 km/h in 7 secondi.

Era il modello base della gamma Jaguar, e collezionava diversi primati nella storia del marchio. È stata la prima Jaguar della categoria berline di segmento D, è stata il primo modello Jaguar ad avere di serie la trazione integrale e in seguito la prima vettura della casa inglese ad avere la trazione anteriore, nonché il primo modello ad avere una motorizzazione diesel e la versione station wagon.

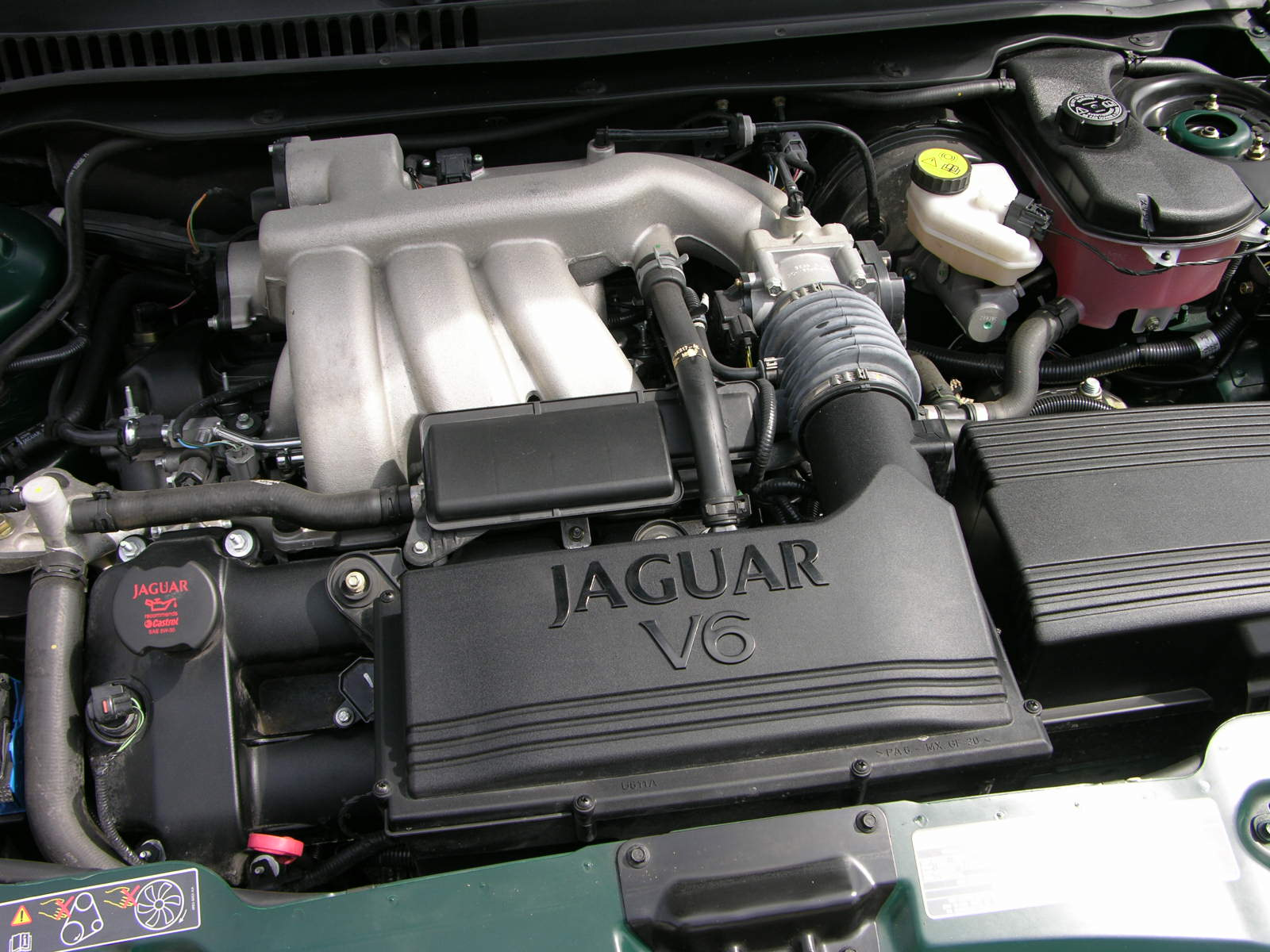
Motore V6 Jaguar da 2.0 litri

### La versione a trazione anteriore
Nel dicembre 2001 iniziava la commercializzazione della X-Type 2 litri V6, il primo modello a trazione anteriore prodotto dalla casa del giaguaro.
Per contenere il prezzo si era, infatti, deciso di rinunciare alla trazione integrale. Questo modello usciva di produzione nell'agosto 2005. Due gli allestimenti: Classic (senza nome fino a giugno 2003) ed Executive. La vettura si presentava più leggera di 100 kg rispetto alle altre versioni per via dell'assenza della trazione integrale; il motore aveva una cilindrata effettiva di circa 2.1 litri ed era derivato dal 2.5, anch'esso V6.
Erogava 156 CV a 6800 giri/min, mentre la coppia massima si attestava a 196 Nm. Così equipaggiata la X-Type raggiungeva una velocità massima di 210 km/h, accelerando da 0 a 100 km/h in 9,4 secondi. Nel complesso si dimostrava un'auto versatile e di economica gestione. L'adozione di un propulsore di tipo V6 favoriva la fluidità dell'accelerazione, mantenendo i consumi relativamente contenuti.

### La versione diesel
Nel giugno 2003 veniva commercializzata la X-Type 2.0D, la prima Jaguar motorizzata con motore diesel.

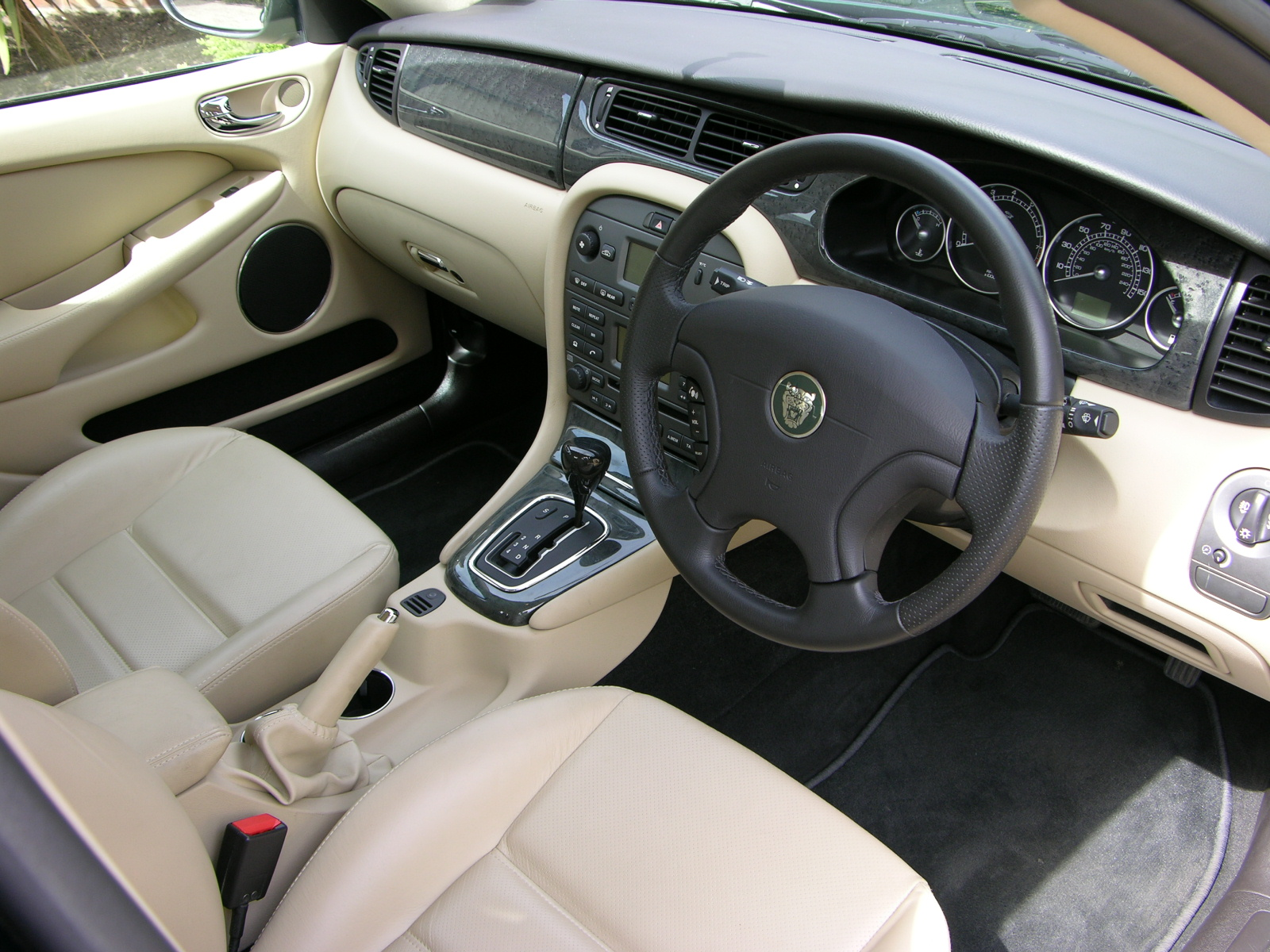
Interni di una X-Type

La trazione era anteriore con tre allestimenti: Classic, Executive (fino all'agosto 2005) e Sport (fino all'agosto 2005). Il motore era il DuraTorq TDCi di derivazione Ford da 2 litri con 4 cilindri in linea sovralimentato tramite turbocompressore e intercooler, in grado di offrire gli stessi livelli di raffinatezza e di guidabilità di un motore a benzina. Sviluppava una potenza massima di 131 CV (96 kW), con una coppia estremamente elastica di 330 Nm con la possibilità portare la coppia a fino a 350 Nm per qualche secondo nel caso in cui vi fosse la necessità di avere più potenza, come per esempio nei sorpassi,portando la potenza massima a 150CV,anche solo per pochi secondi; la velocità massima era di 201 km/h e passava da 0 a 100 km/h in 9,9 secondi. I consumi medi erano pari a 5.6 litri/100 km, con un'autonomia potenziale di più di 1.000 km con un pieno di carburante.
Il motore X404 specificatamente utilizzato nella X-TYPE 2.0 era dotato di nuovi e sofisticati software, fra i quali un innovativo sistema per la rilevazione e la riduzione della rumorosità della combustione. Il CNS (Combustion Noise Sensor) "ascolta" ogni fase di ogni cilindro; mediante regolazioni fini ogni 0,3 millisecondi dell'iniezione pilota e di quella principale, in modo tale che rendeva il motore diesel Jaguar X404 silenzioso ed all'altezza degli standard di regolarità e sensibilità dei motori a benzina. Inoltre il sistema aveva una funzione ad "apprendimento", la cui efficacia aumentava durante il suo funzionamento. In virtù di tale tecnologia l'X404 imparava a diventare più silenzioso, ottimizzandosi dopo circa 800 km di guida.
Un'altra delle caratteristiche dell'X404 era la riduzione al minimo della manutenzione, grazie all'impiego di componenti di lunga durata e di materiali all'avanguardia che permettevano di portare gli intervalli programmati a 20.000 km o 12 mesi.
Nell'agosto del 2005 entrava in produzione la Jaguar X-Type 2.2D sempre nei tre classici allestimenti. Le novità meccaniche erano il cambio meccanico a 6 rapporti e il nuovo motore da 2.2 litri, sempre di derivazione Ford. Le potenza era di 155 CV a 3500 giri/min, con 360 Nm di coppia e prestazioni nella velocità massima di 220 km/h con accelerazione nello 0–100 km/h in 8,9 secondi.

## Restyling 2008

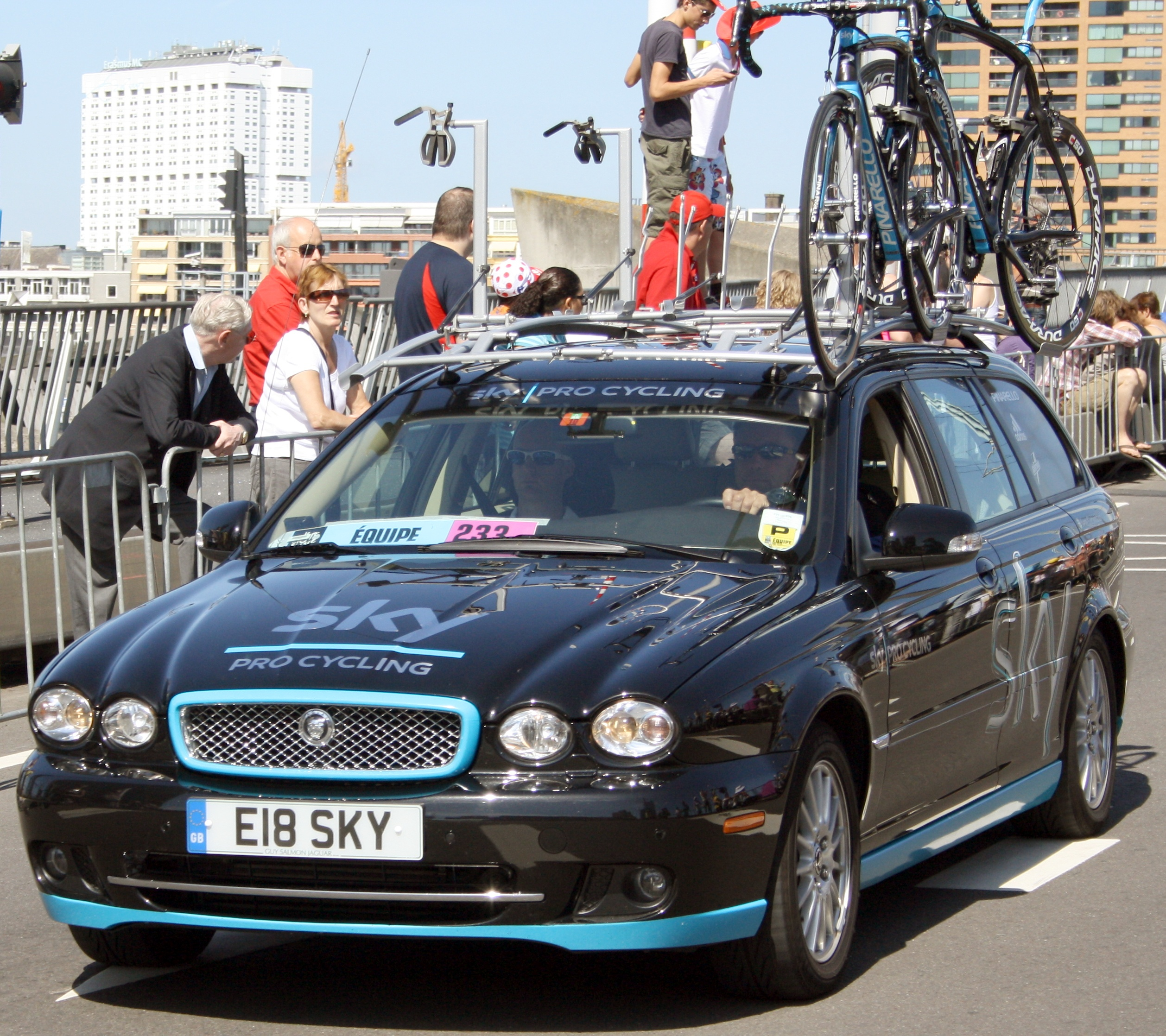
Jaguar X-Type Wagon restyling in allestimento per il Team Sky al Tour de France 2010

Nel 2008 la X-Type veniva commercializzata con un restyling che comportava modifiche non solo dal punto di vista estetico ma anche di contenuti.
Esteriormente si distingueva per un nuovo frontale, completamente rivisto, con una nuova calandra, paraurti ridisegnato così come l'alloggiamento dei fari fendinebbia. Veniva ridisegnato anche il posteriore della vettura con un nuovo paraurti, ritoccati anche i fari e la linea del bagagliaio con integrato un nuovo profilo cromato con la scritta “Jaguar”.
All'interno le novità riguardavano nuove finiture e materiali di qualità superiore con possibilità di personalizzazioni e combinazioni. Si ampliava anche la gamma di optional ed anche le tinte esterne ed interne. Complessivamente le modifiche estetiche e funzionali rispetto al modello precedente erano circa 500.
La gamma propulsori subiva variazioni con l'introduzione di una nuova versione del motore turbodiesel 2.2D associato ad una trasmissione automatica a sei rapporti dotata anche della funzione one-touch Jaguar Sequential Shift e la possibilità di installare il filtro anti particolato con una riduzione di potenza di circa 10 CV.

## La Wagon
Nel dicembre 2003 esce la prima familiare Jaguar, la X-Type Wagon, realizzata in collaborazione con la carrozzeria Pininfarina. 

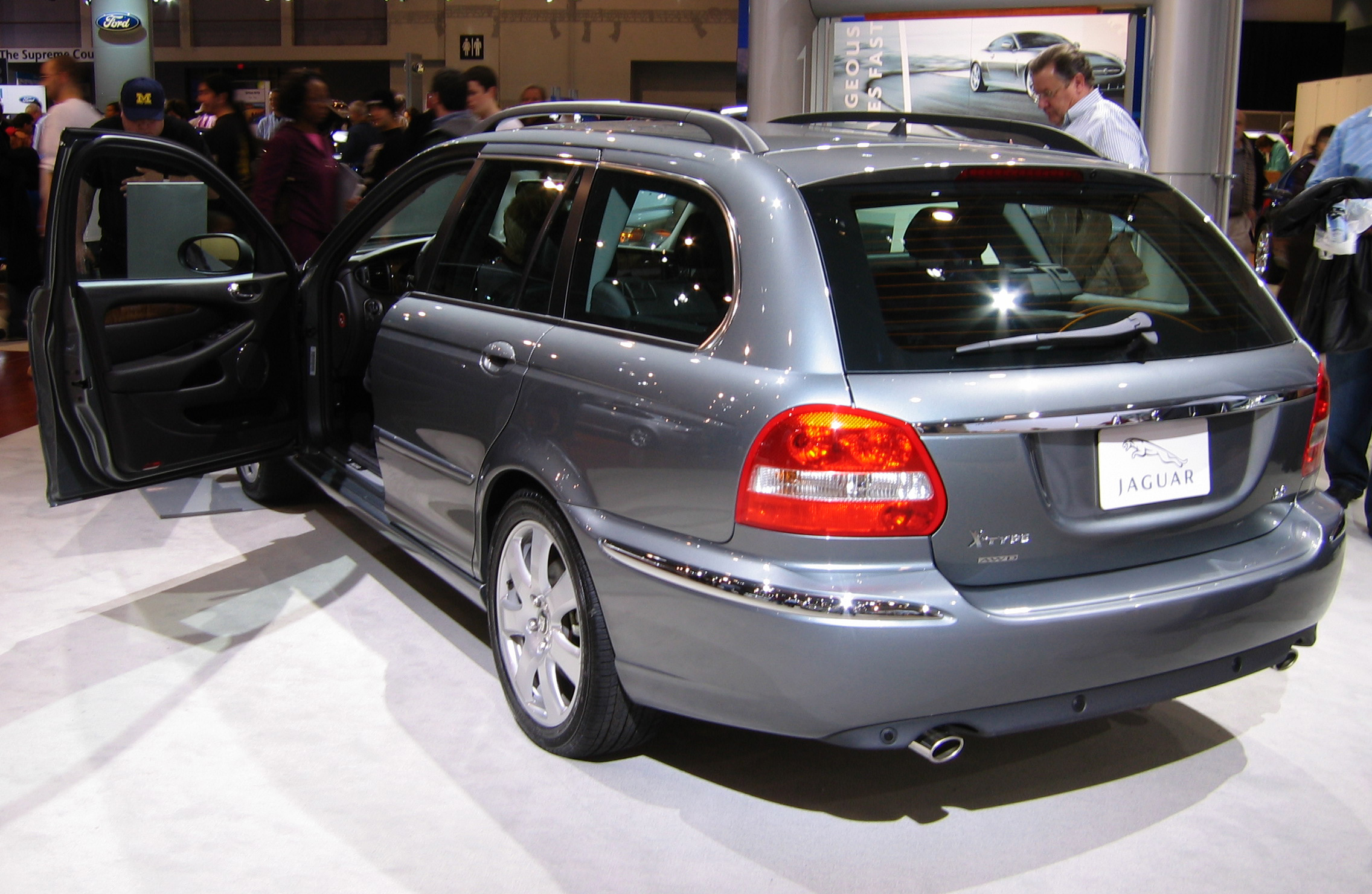
Vista posteriore della Wagon

La gamma ricalca le versioni berlina. Il bagaglio ha una capienza che va da 445 litri a 1.415 litri con il divano posteriore abbattuto.
Le prestazioni per via del maggior peso di circa 60 kg dovuta alla parte posteriore, sono leggermente inferiori rispetto alle corrispondenti versioni berlina:
- 2.1 litri V6 207 km/h 9,7 secondi;
- 2.5 V6 222 km/h 8,6 secondi;
- 3.0 V6 232 km/h 7,3 secondi;
- 2.0 D 198 km/h 10,2 secondi;
- 2.2 D 215 km/h 9,3 secondi.